# Lijst van beschermd erfgoed in Anthisnes
Onderstaande tabel geeft een overzicht van de beschermde erfgoederen in de gemeente Anthisnes. Het beschermd erfgoed maakt deel uit van het cultureel erfgoed in België.
| Object | Bouwjaar/architect | Deelgemeente | Adres                      | Coördinaten                   | Nummer?                | Afbeelding |
| --- | ------------------ | ------------ | -------------------------- | ----------------------------- | ---------------------- | --- |
| Abdij-boerderij Saint-Laurant |                    |              | avenue de l'Abbaye n°4     | 50° 28' 48" NB, 5° 31' 31" OL | 61079-CLT-0001-01 Info | Abdij-boerderij Saint-Laurant |
| Kasteel van Avouerie |                    |              | avenue de l'Abbaye 19      | 50° 28' 47" NB, 5° 31' 24" OL | 61079-CLT-0003-01 Info | Kasteel van Avouerie |
| De gevels en daken van de oude brassine grenzend aan het kasteel van Avouerie waaronder het voormalige bakhuis. Vaststelling van een beschermd gebied met de oude stadsmuur bij de boerderij van Pouxhon en kleine huizen aan place du Vieux Château n°1 à 8           |                    |              |                            | 50° 28' 47" NB, 5° 31' 25" OL | 61079-CLT-0004-01 Info | |
| Linde: "tilleul des Floxhes" |                    |              |                            | 50° 28' 10" NB, 5° 29' 44" OL | 61079-CLT-0005-01 Info | Linde: "tilleul des Floxhes" |
| Site van de kerk Saint-Pierre, de oude begraafplaats met de omringende stenen muur en de lindeboom die er groeit |                    |              |                            | 50° 29' 14" NB, 5° 30' 4" OL  | 61079-CLT-0006-01 Info | |
| Kerk Saint-Pierre |                    | Hody         |                            | 50° 29' 14" NB, 5° 30' 6" OL  | 61079-CLT-0007-01 Info | Kerk Saint-Pierre |
| Kasteel van Vien (muren, dak, eetkamer, centrale hal op de begane grond), twee entreepaviljoens (gevels en daken) |                    |              | rue de l'Église, n°s 20-22 | 50° 28' 31" NB, 5° 29' 46" OL | 61079-CLT-0008-01 Info | |
| Park en omgeving kasteel van Vien |                    |              | rue de l'Église, n°s 20-22 | 50° 28' 33" NB, 5° 29' 25" OL | 61079-CLT-0009-01 Info | |
| Orgels kerk Saint-Martin |                    |              |                            | 50° 29' 47" NB, 5° 28' 16" OL | 61079-CLT-0010-01 Info | |
| Vallei van Tavier en omgeving |                    |              |                            | 50° 29' 22" NB, 5° 27' 39" OL | 61079-CLT-0011-01 Info | |
| Delen van de boerderij "d'Omalius" |                    |              | avenue de l'Abbaye 2       | 50° 28' 46" NB, 5° 31' 32" OL | 61079-CLT-0012-01 Info | |
| De gevels, daken en kozijnen van het kasteel van Villers-aux-Tours, het bordes, het trappenhuis, de schoorstenen van de ontvangstruimte, de stenen brug verbindt het kasteel naar de kasteelhoeve en de gevels en daken van deze boerderij, beschermingszone ingesteld |                    |              | Anthisnes                  | 50° 30' 4" NB, 5° 31' 5" OL   | 61079-CLT-0013-01 Info | De gevels, daken en kozijnen van het kasteel van Villers-aux-Tours, het bordes, het trappenhuis, de schoorstenen van de ontvangstruimte, de stenen brug verbindt het kasteel naar de kasteelhoeve en de gevels en daken van deze boerderij, beschermingszone ingesteld |
| De muurschilderingen van de oude kerk Saint-Maximin, een deel van de abdijhoeve Saint-Laurent |                    |              |                            | 50° 28' 47" NB, 5° 31' 31" OL | 61079-PEX-0001-01 Info | De muurschilderingen van de oude kerk Saint-Maximin, een deel van de abdijhoeve Saint-Laurent |
| De geschilderde decoratie van de 16e en 18e eeuw van de kerk Saint-Pierre |                    |              | Hody                       | 50° 29' 14" NB, 5° 30' 6" OL  | 61079-PEX-0002-01 Info | De geschilderde decoratie van de 16e en 18e eeuw van de kerk Saint-Pierre |